# پل ماریان
پُلِ ماریان (انگلیسی: Marion Bridge) یک فیلم درام ۲۰۰۲ کانادایی است. مالی پارکر، ربکا جنکینز، و الیوت پیج بازیگران اصلی آن هستند. این فیلم برندهٔ جایزه جشنواره بین‌المللی فیلم تورنتو برای بهترین فیلم بلند نخست کانادایی (en) شد و به‌عنوان اولین فیلم بلندی شناخته می‌شود که الیوت پیج در آن بازی کرد. این فیلم در دوم شهریور ۱۳۹۹ از شبکه نمایش با دوبله فارسی پخش‌شد و در سرویس آرشیو برنامه‌های صـدا و سـیمای ایران به نام تلوبیون برای پخش آن‌لاین و دانلود در دسترس است.
این فیلم داستان تلاش سه خواهر ۲۵ تا ۴۰ سالهٔ مجرد برای برگرداندن مادر خود از بیمارستان و مراقبت از او که سال‌ها قبل از پدر آن‌ها جداشده، رابطهٔ پنهانی با خواهر ناتنیِ نوجوان خود که حتی نمی‌داند چند خواهر ناتنی دارد و آن‌ها را نمی‌شناسد، اقدام برای دیدن پدر خود پس از سال‌ها، و رابطه این سه خواهر در محیط خانه را می‌گوید.